# Феофанова, Светлана Евгеньевна
Светлана Евгеньевна Феофа́нова (род. 16 июля 1980, Москва) — российская прыгунья с шестом. Первая рекордсменка Европы и мира а так же первая чемпионка мира и Европы  в истории России по прыжкам с шестом. Серебряный и бронзовый призёр Олимпийских игр; чемпион, серебряный и бронзовый призёр чемпионатов мира; чемпион, двукратный серебряный и двукратный бронзовый призёр чемпионатов мира в помещении; двукратный чемпион Европы; двукратный чемпион Европы в помещении.

## Карьера
Светлана начала заниматься спортом в 6 лет. Поначалу она занималась спортивной гимнастикой и входила в состав резерва российской олимпийской команды на Олимпийских играх 1996 в Атланте. В 1998 году перешла в прыжки с шестом, тренировалась под руководством Евгения Бондаренко, благодаря которому в дальнейшем установила множество рекордов мира и Европы а также стала первой в истории России рекордсменкой мира и Европы в прыжках с шестом (первый рекорд Европы и мира установила зимой 2001 года 4,58 и 4,64; последний в 2004 году в Афинах — 4,88), выиграла два чемпионата мира, четыре чемпионата Европы, множество международных соревнований.
Её первым крупным успешным выступлением на мировой арене стал чемпионат мира в помещении в Лиссабоне (серебряная медаль), а также чемпионат мира по лёгкой атлетике 2001 в Эдмонтоне, когда она составила жёсткое соперничество фаворитке из США Стейси Драгиле, при этом установив очередной рекорд Европы (4,75). В итоге Светлана завоевала серебряную медаль. Зимой 2002 года за 29 дней установила 5 мировых рекордов (непревзойденное достижение в этом виде спорта), выиграв 2 чемпионата Европы (Вена 2002, зима и Мюнхен 2002, лето). В начале зимнего сезона 2003 года Светлана установила 2 мировых рекорда 4,76 и 4,77, а также на Чемпионате мира в Бирмингеме 2003 года выиграла золотую медаль, установив Мировой рекорд (4,80). И на летнем на ЧМ 2003 в Париже она также стала победительницей, обыграв рекордсменку мира Елену Исинбаеву.
Сезон 2004 вошёл в историю женского прыжка с шестом как сезон поединка Феофановой с Еленой Исинбаевой. Подхлёстываемые соперничеством друг с другом, обе спортсменки устанавливали один мировой рекорд за другим. Большой финал сезона состоялся на Олимпийских играх 2004 в Афинах. После того, как Исинбаева не взяла высоты 4,70 и 4,75, казалось, что Феофановой ничто не помешает стать олимпийской чемпионкой. До высоты 4,75 у неё не было ни одной осечки. Однако Исинбаева прыгнула 4,80 и Светлана Феофанова осталась при серебряной медали. Исинбаева в конце выиграла с мировым рекордом 4,91 м.
На ЧМ 2005 в Хельсинки Светлана не выступала и не смогла защитить свой титул чемпионки мира из-за травмы.
На Олимпиаде в Пекине(2008) завоевала бронзовую медаль. Для Светланы очень удачным стал 2010 год: зимой на чемпионате Мира в Дохе (Катар) Светлана завоевала серебряную медаль, обыграв Елену Исинбаеву.
На чемпионате Европы в Барселоне в 2010 году выиграла золото, кроме того, Континентальный Кубок 2010 года в Сплите.
На Олимпийских играх в Лондоне 2012 не прошла в финальную часть, совершив при сильном встречном ветре прыжок, получила травму и не смогла продолжить соревнования.
Завершила спортивную карьеру в 2013 году. В 2016 году вышла замуж. Окончила факультет открытого образования
Финансового университета при Правительстве РФ.
С 2017 года Светлана является владельцем и управляющей нескольких фитнес-студий, работающих под её собственным именем и специализирующихся на растяжке детей и взрослых с помощью профессионального спортивного тренажёра.

## Награды и звания
- Заслуженный мастер спорта России
- Орден Дружбы — За заслуги в развитии физической культуры и спорта (2003)[8]
- Медаль ордена «За заслуги перед Отечеством» II степени — За большой вклад в развитие физической культуры и спорта, высокие спортивные достижения на Играх XXIX Олимпиады 2008 года в Пекине (2009)[9]